# 宮崎ファクトリー
株式会社宮崎ファクトリーは、宮崎県日南市に本社を置き、紳士服の製造を手掛けている企業。2020年に経営破綻したダーバン宮崎ソーイングの実質的な受け皿会社として設立された。

## 概要
ダーバン宮崎ソーイングは1974年6月の操業開始以来、レナウンの子会社として「ダーバン」ブランドの紳士服の製造を行ってきた。
しかし、ダーバン宮崎ソーイングの親会社であったレナウンが2020年5月15日に経営破綻したと同時に、レナウンに対する債権の回収が不可能となった。このためダーバン宮崎ソーイングは同年6月5日に民事再生法を申請したと同時に、当初レナウンはダーバン宮崎ソーイングの引受先を早急に見つけるとしていた。最終的にスポンサーは現れず、ダーバン宮崎ソーイングの工場などの不動産や設備は、ファミリーソーイング、日南ファミリーソーイング、日南トローザ―ソーイングの下請け3社へ譲渡され、ダーバン宮崎ソーイング自体も同年8月31日に民事再生手続廃止決定を受けた。
ファミリーソーイング、日南ファミリーソーイング、日南トローザ―ソーイングの3社は、ダーバン宮崎ソーイングの事業を引き継ぐ新会社として、株式会社宮崎ファクトリーを2020年9月8日に設立し、同年9月23日から部分操業を開始した。本社はダーバン宮崎ソーイングと同一地に置かれる。生産設備もダーバン宮崎ソーイングが使用していたものをそのまま活用する他、同社の元従業員の一部も宮崎ファクトリーに雇用された。「Aquascutum」、「D'URBAN」をレナウンから譲受した小泉の子会社であるオッジ・インターナショナルからも旧：ダーバン宮崎ソーイングの技術力を評価し、宮崎ファクトリーへ製造を委託することになった。
宮崎県は2020年12月22日に、宮崎ファクトリーを宮崎県の立地企業として正式に認定。宮崎ファクトリーは同日に日南市との間で企業立地協定を締結し、正式操業を開始した。
宮崎ファクトリーは、オッジ・インターナショナルからの受託生産の他にも自社ブランドの製品の育成にも力を入れるとしている。

## 沿革
- 2020年
  - 9月8日 - ファミリーソーイング、日南ファミリーソーイング、日南トローザ―ソーイングの3社により設立。
  - 9月23日 - 部分操業を開始。
  - 12月22日 - 日南市との間で企業立地協定を締結。正式操業を開始。